# 2002-es atlétikai Európa-bajnokság
A 2002-es atlétikai Európa-bajnokságot augusztus 6. és augusztus 11. között rendezték Münchenben, Németországban. Az Eb-n 46 versenyszám volt. A női 10 km-es gyaloglást felváltotta a 20 km-es táv.

## A magyar sportolók eredményei
Magyarország az Európa-bajnokságon 30 sportolóval képviseltette magát.
Érmesek
| Érem  | Versenyző      | Versenyszám         | Dátum         |
| ----- | -------------- | ------------------- | ------------- |
| Arany | Annus Adrián   | Férfi kalapácsvetés | augusztus 7.  |
| Arany | Fazekas Róbert | Férfi diszkoszvetés | augusztus 11. |
| Bronz | Németh Roland  | Férfi 100 m         | augusztus 7.  |
| Bronz | Vaszi Tünde    | Női távolugrás      | augusztus 7.  |

## Éremtáblázat
(A táblázatban a rendező nemzet és Magyarország eltérő háttérszínnel kiemelve.)
| Helyezés | Nemzet           | Arany | Ezüst | Bronz | Összesen |
| 1.       | Oroszország      | 7     | 9     | 8     | 24       |
| 2.       | Spanyolország    | 6     | 3     | 6     | 15       |
| 3.       | Nagy-Britannia   | 5     | 2     | 5     | 12       |
| 4.       | Franciaország    | 4     | 1     | 2     | 7        |
| 5.       | Görögország      | 4     | 0     | 2     | 6        |
| 6.       | Ukrajna          | 3     | 3     | 1     | 7        |
| 7.       | Svédország       | 3     | 1     | 1     | 5        |
| 8.       | Németország      | 2     | 9     | 8     | 19       |
| 9.       | Magyarország     | 2     | 0     | 2     | 4        |
| 10.      | Lengyelország    | 1     | 2     | 4     | 7        |
| 11.      | Finnország       | 1     | 1     | 1     | 3        |
| 11.      | Portugália       | 1     | 1     | 1     | 3        |
| 13.      | Csehország       | 1     | 1     | 0     | 2        |
| 13.      | Dánia            | 1     | 1     | 0     | 2        |
| 13.      | Románia          | 1     | 1     | 0     | 2        |
| 16.      | Olaszország      | 1     | 0     | 3     | 4        |
| 17.      | Izrael           | 1     | 0     | 0     | 1        |
| 17.      | Szlovénia        | 1     | 0     | 0     | 1        |
| 17.      | Törökország      | 1     | 0     | 0     | 1        |
| 20.      | Belgium          | 0     | 2     | 0     | 2        |
| 20.      | Észtország       | 0     | 2     | 0     | 2        |
| 20.      | Írország         | 0     | 2     | 0     | 2        |
| 23.      | Horvátország     | 0     | 1     | 0     | 1        |
| 23.      | Lettország       | 0     | 1     | 0     | 1        |
| 23.      | Litvánia         | 0     | 1     | 0     | 1        |
| 23.      | Hollandia        | 0     | 1     | 0     | 1        |
| 23.      | Svájc            | 0     | 1     | 0     | 1        |
| 29.      | Fehéroroszország | 0     | 0     | 1     | 1        |
| 29.      | Bulgária         | 0     | 0     | 1     | 1        |
| Összesen | Összesen         | 46    | 46    | 46    | 138      |

## Érmesek
- WR – világrekord
- CR – Európa-bajnoki rekord
- AR – kontinens rekord
- NR – országos rekord

### Férfi
| Versenyszám     | Arany                                                                                  | Arany      | Ezüst                                                                                  | Ezüst     | Bronz                                                                             | Bronz     |
| --------------- | -------------------------------------------------------------------------------------- | ---------- | -------------------------------------------------------------------------------------- | --------- | --------------------------------------------------------------------------------- | --------- |
| 100 m           | Francis Obikwelu · Portugália                                                          | 10,06      | Darren Campbell · Nagy-Britannia                                                       | 10,15     | Németh Roland · Magyarország                                                      | 10,27     |
| 200 m           | Konstantinos Kenteris · Görögország                                                    | 19,85      | Francis Obikwelu · Portugália                                                          | 20,21     | Marlon Devonish · Nagy-Britannia                                                  | 20,24     |
| 400 m           | Ingo Schultz · Németország                                                             | 45,14      | David Canal · Spanyolország                                                            | 45,24     | Daniel Caines · Nagy-Britannia                                                    | 45,28     |
| 800 m           | Wilson Kipketer · Dánia                                                                | 1:47,25    | André Bucher · Svájc                                                                   | 1:47,43   | Nils Schumann · Németország                                                       | 1:47,60   |
| 1500 m          | Mehdi Baala · Franciaország                                                            | 3:45,25    | Reyes Estévez · Spanyolország                                                          | 3:45,25   | Rui Silva · Portugália                                                            | 3:45,43   |
| 5000 m          | Alberto García · Spanyolország                                                         | 13:38,18   | Ismaïl Sghyr · Franciaország                                                           | 13:39,81  | Serhiy Lebid · Nagy-Britannia                                                     | 13:40,00  |
| 10 000 m        | José Manuel Martínez · Spanyolország                                                   | 27:47,65   | Dieter Baumann · Németország                                                           | 27:47,87  | José Ríos · Spanyolország                                                         | 27:48,29  |
| Maraton         | Janne Holmén · Finnország                                                              | 2:12:14    | Pavel Loskutov · Észtország                                                            | 2:13:18   | Julio Rey · Spanyolország                                                         | 2:13:21   |
| 110 m gát       | Colin Jackson · Nagy-Britannia                                                         | 13,11      | Staņislavs Olijars · Lettország                                                        | 13,22     | Artur Kohutek · Lengyelország                                                     | 13,32     |
| 400 m gát       | Stéphane Diagana · Franciaország                                                       | 47,58      | Jiří Mužík · Csehország                                                                | 48,43     | Paweł Januszewski · Lengyelország                                                 | 48,46     |
| 3000 m akadály  | Antonio David Jiménez · Spanyolország                                                  | 8:24,34    | Simon Vroemen · Hollandia                                                              | 8:24,45   | Luis Miguel Martín · Spanyolország                                                | 8:24,72   |
| 20 km gyaloglás | Francisco Javier Fernández · Spanyolország                                             | 1:18:37    | Vladimir Andreyev · Oroszország                                                        | 1:19:56   | Juan Manuel Molina · Spanyolország                                                | 1:20:36   |
| 50 km gyaloglás | Robert Korzeniowski · Lengyelország                                                    | 3:36:39 WR | Aleksey Voyevodin · Oroszország                                                        | 3:40:16   | Jesús Ángel García · Spanyolország                                                | 3:44:33   |
| 4x100 m váltó   | Ukrajna · Kostyantyn Vasyukov · Kostyantyn Rurak · Anatoliy Dovhal · Oleksandr Kaydash | 38,53      | Lengyelország · Ryszard Pilarczyk · Łukasz Chyła · Marcin Nowak · Marcin Urbaś         | 38,71     | Németország · Ronny Ostwald · Marc Blume · Alexander Kosenkow · Christian Schacht | 38,88     |
| 4x400 m váltó   | Nagy-Britannia · Jared Deacon · Matthew Elias · Jamie Baulch · Daniel Caines           | 3:01,25    | Oroszország · Oleg Mishukov · Andrey Semyonov · Ruslan Mashchenko · Yuriy Borzakovskiy | 3:01,34   | Franciaország · Leslie Djhone · Ahmed Douhou · Naman Keïta · Ibrahima Wade        | 3:02,76   |
| Magasugrás      | Jaroszlav Ribakov · Oroszország                                                        | 231 cm     | Stefan Holm · Svédország                                                               | 229 cm    | Staffan Strand · Svédország                                                       | 227 cm    |
| Távolugrás      | Olexiy Lukashevych · Nagy-Britannia                                                    | 808 cm     | Siniša Ergotić · Horvátország                                                          | 800 cm    | Yago Lamela · Spanyolország                                                       | 799 cm    |
| Rúdugrás        | Aleksandr Averbukh · Izrael                                                            | 585 cm     | Lars Börgeling · Németország                                                           | 580 cm    | Tim Lobinger · Németország                                                        | 580 cm    |
| Hármasugrás     | Christian Olsson · Svédország                                                          | 17,53 m    | Charles Friedek · Németország                                                          | 17,33 m   | Jonathan Edwards · Nagy-Britannia                                                 | 17,32 m   |
| Súlylökés       | Yuriy Bilonoh · Nagy-Britannia                                                         | 21,37 m    | Joachim Olsen · Dánia                                                                  | 21,16 m   | Ralf Bartels · Németország                                                        | 20,58 m   |
| Diszkoszvetés   | Fazekas Róbert · Magyarország                                                          | 68,83 m    | Virgilijus Alekna · Litvánia                                                           | 66,62 m   | Michael Möllenbeck · Németország                                                  | 66,37 m   |
| Gerelyhajítás   | Steve Backley · Nagy-Britannia                                                         | 88,54 m    | Sergey Makarov · Oroszország                                                           | 88,05 m   | Boris Henry · Németország                                                         | 85,33 m   |
| Kalapácsvetés   | Annus Adrián · Magyarország                                                            | 81,17 m    | Vladyslav Piskunov · Nagy-Britannia                                                    | 80,39 m   | Alexandros Papadimitriou · Görögország                                            | 80,21 m   |
| Tízpróba        | Roman Šebrle · Csehország                                                              | 8800 pont  | Erki Nool · Észtország                                                                 | 8438 pont | Lev Lobodin · Oroszország                                                         | 8390 pont |

### Női
| Versenyszám     | Arany                                                                            | Arany     | Ezüst                                                                                          | Ezüst       | Bronz                                                                                      | Bronz     |
| --------------- | -------------------------------------------------------------------------------- | --------- | ---------------------------------------------------------------------------------------------- | ----------- | ------------------------------------------------------------------------------------------ | --------- |
| 100 m           | Ekateríni Thánu · Görögország                                                    | 11,10     | Kim Gevaert · Belgium                                                                          | 11,22       | Manuela Levorato · Olaszország                                                             | 11,23     |
| 200 m           | Muriel Hurtis · Franciaország                                                    | 22,43     | Kim Gevaert · Belgium                                                                          | 22,53       | Manuela Levorato · Olaszország                                                             | 22,75     |
| 400 m           | Olesya Zykina · Oroszország                                                      | 50,45     | Grit Breuer · Németország                                                                      | 50,70       | Lee McConnell · Nagy-Britannia                                                             | 51,02     |
| 800 m           | Jolanda Čeplak · Szlovénia                                                       | 1:57,65   | Mayte Martínez · Spanyolország                                                                 | 1:58,86     | Kelly Holmes · Nagy-Britannia                                                              | 1:59,83   |
| 1500 m          | Süreyya Ayhan · Törökország                                                      | 3:58,79   | Szabó Gabriella · Románia                                                                      | 3:58,81     | Tatyana Tomashova · Oroszország                                                            | 4:01,28   |
| 5000 m          | Marta Domínguez · Spanyolország                                                  | 15:14,76  | Sonia O’Sullivan · Írország                                                                    | 15:14,85    | Yelena Zadorozhnaya · Oroszország                                                          | 15:15,22  |
| 10 000 m        | Paula Radcliffe · Nagy-Britannia                                                 | 30:01,09  | Sonia O’Sullivan · Írország                                                                    | 30:47,59 NR | Lyudmila Biktasheva · Oroszország                                                          | 31:04,00  |
| Maraton         | Maria Guida · Olaszország                                                        | 2:26:05   | Luminita Zaituc · Németország                                                                  | 2:26:58     | Sonja Oberem · Németország                                                                 | 2:28:45   |
| 100 m gát       | Glory Alozie · Spanyolország                                                     | 12,73     | Olena Krasovska · Nagy-Britannia                                                               | 12,88       | Yana Kasova · Bulgária                                                                     | 12,91     |
| 400 m gát       | Ionela Târlea · Románia                                                          | 54,95     | Heike Meißner · Németország                                                                    | 55,89       | Anna Olichwierczuk · Lengyelország                                                         | 56,18     |
| 20 km gyaloglás | Olimpiada Ivanova · Oroszország                                                  | 1:6:42    | Yelena Nikolayeva · Oroszország                                                                | 1:28:20     | Erica Alfridi · Olaszország                                                                | 1:28:33   |
| 4x100 m váltó   | Franciaország · Delphine Combe · Muriel Hurtis · Sylviane Félix · Odiah Sidibé   | 42,46     | Németország · Melanie Paschke · Gabi Rockmeier · Sina Schielke · Marion Wagner                 | 42,54       | Oroszország · Natalya Ignatova · Yuliya Tabakova · Irina Khabarova · Larisa Kruglova       | 43,11     |
| 4x400 m váltó   | Németország · Florence Ekpo-Umoh · Birgit Rockmeier · Claudia Marx · Grit Breuer | 3:25,10   | Oroszország · Natalya Antyukh · Natalya Nazarova · Anasztaszija Kapacsinszkaja · Olesya Zykina | 3:25,59     | Lengyelország · Zuzanna Radecka · Grażyna Prokopek · Małgorzata Pskit · Anna Olichwierczuk | 3:26,15   |
| Magasugrás      | Kajsa Bergqvist · Svédország                                                     | 198 cm    | Marina Kuptsova · Oroszország                                                                  | 192 cm      | Olga Kaliturina · Oroszország                                                              | 189 cm    |
| Rúdugrás        | Szvetlana Feofanova · Oroszország                                                | 460 cm    | Jelena Iszinbajeva · Oroszország                                                               | 455 cm      | Yvonne Buschbaum · Németország                                                             | 450 cm    |
| Távolugrás      | Tatyana Kotova · Oroszország                                                     | 685 cm    | Jade Johnson · Nagy-Britannia                                                                  | 673 cm      | Vaszi Tünde · Magyarország                                                                 | 673 cm    |
| Hármasugrás     | Ashia Hansen · Nagy-Britannia                                                    | 15,00 m   | Heli Koivula · Finnország                                                                      | 14,83 m     | Yelena Oleynikova · Oroszország                                                            | 14,54 m   |
| Súlylökés       | Irina Korzhanenko · Oroszország                                                  | 20,64 m   | Vita Pavlysh · Nagy-Britannia                                                                  | 20,02 m     | Svetlana Krivelyova · Oroszország                                                          | 19,56 m   |
| Diszkoszvetés   | Ekaterini Voggoli · Görögország                                                  | 64,31 m   | Natalya Sadova · Oroszország                                                                   | 64,12 m     | Anastasia Kelesidou · Görögország                                                          | 63,92 m   |
| Kalapácsvetés   | Olga Kuzenkova · Oroszország                                                     | 72,94 m   | Kamila Skolimowska · Lengyelország                                                             | 72,46 m     | Manuela Montebrun · Franciaország                                                          | 72,04 m   |
| Gerelyhajítás   | Mirela Manjani · Görögország                                                     | 67,47 m   | Steffi Nerius · Németország                                                                    | 64,09 m     | Mikaela Ingberg · Finnország                                                               | 63,50 m   |
| Hétpróba        | Carolina Klüft · Svédország                                                      | 6542 pont | Sabine Braun · Németország                                                                     | 6434 pont   | Natallia Sazanovich · Fehéroroszország                                                     | 6341 pont |